# 혈장

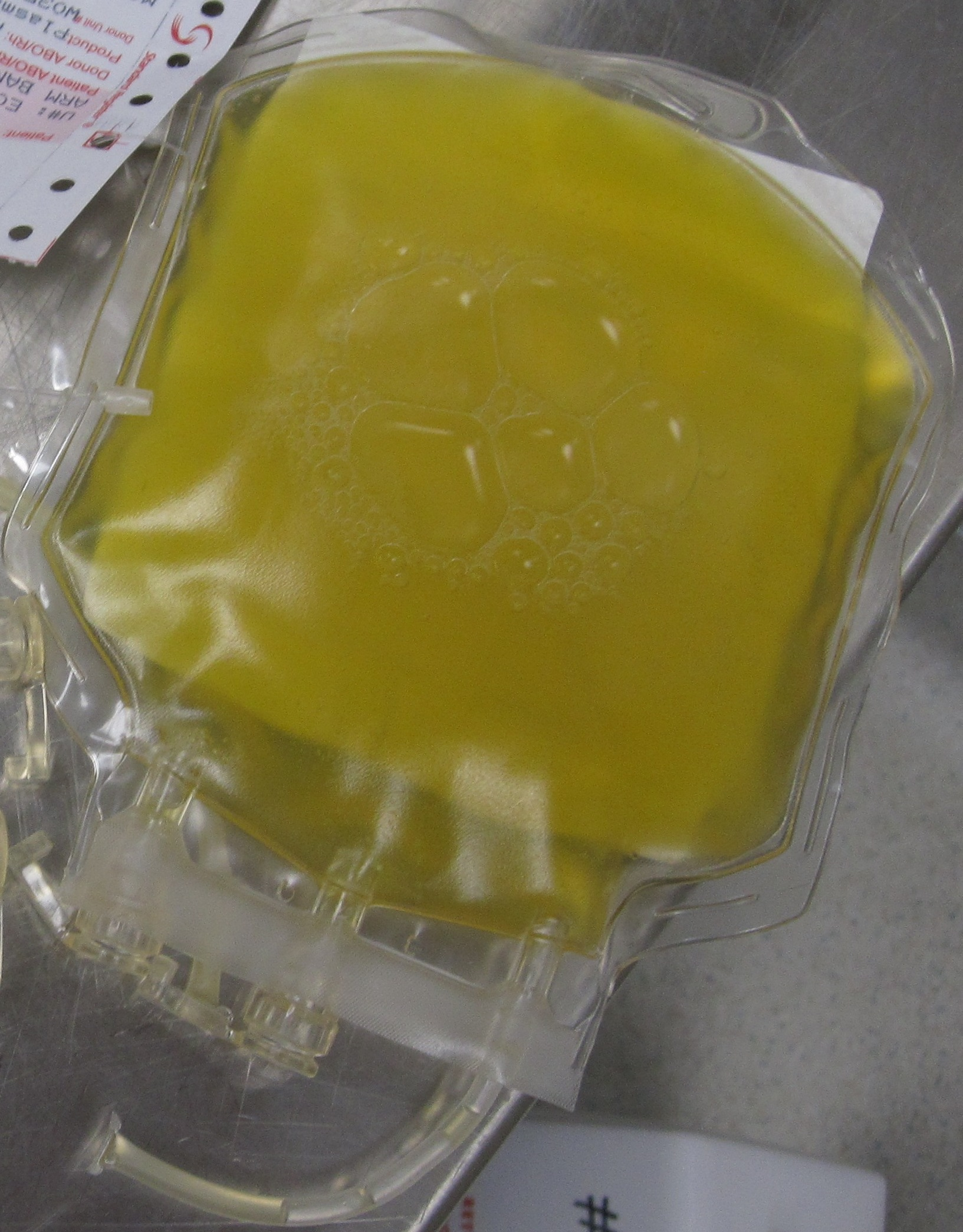
헌혈을 통해 추출한 신선동결혈장.

혈장(血漿, 영어: plasma)은 혈액을 구성하는 액체 성분이다. 단백질을 비롯하여 다종 다양한 유기물이나 무기물이 녹아 있는 용매 역할을 한다. 혈장이 노란색으로 보이는 이유는 혈장에 적혈구가 파괴되어 생기는 빌리루빈이 포함되어 있기 때문이다.

## 구성 성분
혈장의 대부분인 92%는 물로 구성되어 있으며 그 다음으로 가장 양이 많고 중요한 것은 단백질이며 약 8% 정도를 차지한다. 
여기에 해당되는 단백질로는 대표적으로 알부민과 글로불린, 피브리노겐이 있는데, 이 중에서 알부민이 가장 많은 양을 차지하고 있다. 혈장에 포함된 단백질은 혈액 검사를 실시할 때 유용하게 사용되기 때문에 종종 분리를 할 필요가 있는데 전기 영동을 통해 분리하는 방법을 가장 많이 사용하고 있다. 이 때 알부민은 전기 영동상에서 가장 큰 분획을 나타내며, 글로불린은 크게 네 가지 분획으로 분리된다. 각 분획마다 포함된 글로불린 종류는 다양하며 이 분획에는 글로불린 뿐만 아니라 피브리노겐, 각종 효소, 호르몬, 트랜스페린이나 합토글로빈, 적혈구형성인자와 같은 특수 단백질도 포함되어 있다. 이들 단백질은 필요에 따라 조직에 보내지거나 호르몬 등을 결합하여 운반하며, 면역 물질로 작용하기도 한다.
그 다음으로 중요한 것은 당이다. 혈당량이라는 것은 혈액 속의 포도당의 양을 가리키며, 정상치는 혈장 100mL 속에 약 80mg인데, 식사 후 등에는 당이 흡수되어 150mg 정도까지 상승하는 경우도 있다. 그러나 이 이상 올라가면 간 등에서 받아들여 글리코겐으로 저장하기 때문에 혈당치가 더 이상 높아지지는 않는다. 혈당치가 약 180mg을 넘으면 소변으로 배출되어 이른바 당뇨가 된다. 혈장 속에는 포도당 외에도 약간의 당이 들어 있다. 대부분의 무기질은 이온 상태로 혈장 속에 녹아 있다. Na+, Cl-, HCO3-, Ca2+, K+, Mg2+ 외에 인과 황이 여러 가지 화합물 형태로 들어 있다. 이들은 신체 내의 생명 현상에 불가결한 화학 반응에 관계하는 것이 많으며, 따라서 이들 이온의 혈장 속의 농도는 신장에 의해 엄중하게 관리되고 있다.

## 성분
| 이온      | 일반적인 농도 (mmol.l−1) |
| --------- | ------------------------ |
| 나트륨    | 135-145                  |
| 칼륨      | 3.7-5.1                  |
| 염화 이온 | 95-105                   |
| 칼슘      | 2.1-3.7                  |